# Marea Ross

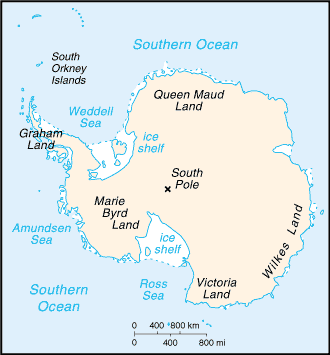
Harta Antarctidei

Marea Ross este o mare periferică situată Oceanul Antarctic lângă Antarctida, mai precis între landul Victoria și landul Marie-Byrd. Circa jumătate din suprafața ei 500.000 km² este tot timpul anului acoperită cu un strat gros de gheață. Denumirea mării a fost dată după numele celui care a descoperit-o în anul 1841, exploratorul englez James Clark Ross (1800-1862). La vest de Marea Ross se află insula Ross cu Mount Erebus (3.794 m) un vulcan activ și golful McMurdo-Sund, un port natural, care vara de obicei nu este înghețat. La est de golf se află insula Franklin, iar la nord insula Coulman. Pe gheața mării înghețate se pot vedea pinguinii (Pygoscelis adeliae). Pe suprafața mării bântuie furtuni violente care pe unele porțiuni mătură gheața de pe oglinda apei, care oferă pinguinilor posibilitatea de a ajunge la surse de hrănire.